# Дуба (Ивано-Франковская область)
Ду́ба (укр. Дуба) — село в Калушском районе Ивано-Франковской области Украины. Административный центр Дубинской сельской общины.
Население по переписи 2001 года составляло 1150 человек. Занимает площадь 6,562 км². Почтовый индекс — 77644. Телефонный код — 03474.

## История
В 1648 году жители села принимали активное участие в народном восстании, за что их ожидала кровавая расправа после ухода Хмельницкого.
Церковь Святого Николая села Дуба впервые упоминается в 1685 году в связи с оплатой 5 злотых катедратика (столового налога). Также упоминается в реестре духовенства, церквей и монастырей Львовской епархии в 1708 году.
В 1939 году в селе проживало 1470 человек (1440 украинцев, 10 поляков, 20 латинников).
Сход крестьян в селе Дуба осудил деятельность педагога, поэта и литературного критика Владимира Иванишина, который впоследствии был репрессирован и расстрелян на сорок шестом году жизни. О нём рассказывается в очерке Романа Пихманца «Из когорты витязей».

## Население
Согласно переписи населения СССР (1989) численность населения села составила 1269 человек, из них 619 мужчин и 650 женщин.
Согласно всеукраинской переписи населения 2001 года в селе проживало 1138 человек.

### Языки
Распределение населения по родному языку согласно данным переписи 2001 года:
| Язык       | Процент |
| ---------- | ------- |
| украинский | 99,74 % |
| русский    | 0,17 %  |

## Известные урожденцы
- Блонска Светлана Ивановна[укр.] — украинская поэтесса.